# Список лишайников, занесённых в Красную книгу Украины
В данный список включены 52 вида лишайников, вошедшие в последнее издание Красной книги Украины 2009 года. По сравнению с предыдущим изданием Красной книги (1996), в новый список были дополнительно включены 25 видов, то есть на 48 % больше, чем в предыдущем, а один вид, Toninia kelleri, был исключён из списка.
В таблице приведены ареалы видов на территории Украины, а также их охранный статус согласно Красной книге Украины.
Отдельным цветом выделены:
 Новые виды, включённые в издание 2009 года.
| Иллюстрация                                                      | Название                                                  | Ареал вида на территории Украины | Охранный статус | С.     |
| ---------------------------------------------------------------- | --------------------------------------------------------- | --- | --------------- | ------ |
| Аскомицеты                                                       |                                                           | |                 |        |
| Изображение (недоступная ссылка) леукокарпии биаторовой          | Леукокарпия биаторовая (Leucocarpia biatorella)           | Встречается в Крыму (гора Бабуган). | Исчезающий      | [ 3 ]  |
|                                                                  | Кладония звездчатая (Cladonia stellaris)                  | Встречается в широколиственной лесной зоне (рассеянно), а также в левобережной лесостепи, где, возможно, вид уже исчез. | Редкий          | [ 4 ]  |
| Изображение (недоступная ссылка) лептогиума черепитчастого       | Лептогиум черепитчастый (Leptogium imbricatum)            | Встречается в Крыму (горный массив Чатыр-Даг). | Уязвимый        | [ 5 ]  |
| Изображение (недоступная ссылка) лептогиума насечённого          | Лептогиум насечённый (Leptogium saturninum)               | Встречается в Карпатах (западное Полесье). | Уязвимый        | [ 6 ]  |
| Изображение (недоступная ссылка) лептогиума Шредера              | Лептогиум Шредера (Leptogium schraderi)                   | Встречается в Крыму (гора Чатыр-Даг, Тырке, Долгоруковская яйла, Караби-яйла) и Николаевской области (Снигирёвский район). | Уязвимый        | [ 7 ]  |
| Изображение (недоступная ссылка) белонии геркулинской            | Белония геркулинская (Belonia herculina)                  | Встречается в Карпатах. | Уязвимый        | [ 8 ]  |
| Изображение (недоступная ссылка) гиалекты стволовой              | Гиалекта стволовая (Gyalecta truncigena)                  | Встречается в Закарпатье и Карпатах. | Редкий          | [ 9 ]  |
| Изображение (недоступная ссылка) тамнолии щетинистой             | Тамнолия щетинистая (Thamnolia vermicularis)              | Встречается в Карпатах и горном Крыму. | Уязвимый        | [ 10 ] |
| Изображение (недоступная ссылка) агрестии щетинистой             | Агрестия щетинистая (Agrestia hispida)                    | Встречается в Крыму (окрестности Симферополя и Евпатории, Никитская яйла). | Уязвимый        | [ 11 ] |
| Изображение (недоступная ссылка) аспицилии кустистой             | Аспицилия кустистая (Aspicilia fruticulosa)               | Встречается в степи (посёлок Рудничное Старобешевского района Донецкой области) и в Крыму (окрестности Феодосии, Симферополя, Евпатории и Севастополя с Балаклавой, а также Байдарские ворота). | Уязвимый        | [ 12 ] |
| Изображение (недоступная ссылка) аспицилии блуждающей            | Аспицилия блуждающая (Aspicilia vagans)                   | Встречается в Крыму (Караби-яйла). | Уязвимый        | [ 13 ] |
| Изображение (недоступная ссылка) ризоплаки тёмноглазковой        | Ризоплака тёмноглазковая (Rhizoplaca melanophtalma)       | Встречается в Крыму (перевал Горуча). | Редкий          | [ 14 ] |
| Изображение (недоступная ссылка) леканоры Реутера                | Леканора Реутера (Lecanora reuteri)                       | Встречается в Крыму (Чигинитра). | Редкий          | [ 15 ] |
| Изображение (недоступная ссылка) лобарии широкой                 | Лобария широкая (Lobaria amplissima)                      | Встречается в Карпатах. | Уязвимый        | [ 16 ] |
|                                                                  | Лобария лёгочная (Lobaria pulmonaria)                     | Встречается в Карпатах, Закарпатье и Прикарпатье, Правобережье и в Крыму (в горах и на южном берегу). | Уязвимый        | [ 17 ] |
| Изображение (недоступная ссылка) стикты закопчённой              | Стикта закопчённая (Sticta fuliginosa)                    | Встречается в Карпатах. | Уязвимый        | [ 18 ] |
| Изображение (недоступная ссылка) стикты лесной                   | Стикта лесная (Sticta sylvatica)                          | Встречается в Карпатах. | Уязвимый        | [ 19 ] |
| Изображение (недоступная ссылка) нефромы ровной                  | Нефрома ровная (Nephroma parile)                          | В Карпатах, западном и правобережном Полесье, горном Крыму. | Уязвимый        | [ 20 ] |
| Изображение (недоступная ссылка) нефромы завёрнутой              | Нефрома завёрнутая (Nephroma resupinatum)                 | В Карпатах и на южном берегу Крыма. | Уязвимый        | [ 21 ] |
| Изображение (недоступная ссылка) паннарии войлочной              | Паннария войлочная (Pannaria conoplea)                    | Встречается в Карпатах и горном Крыму. | Уязвимый        | [ 22 ] |
|                                                                  | Пармелиела щетинистая (Parmeliella triptophylla)          | Встречается в Карпатах и горном Крыму. | Редкий          | [ 23 ] |
|                                                                  | Алектория паростковая (Alectoria sarmentosa)              | В Карпатах. | Уязвимый        | [ 24 ] |
|                                                                  | Аллоцетрария Оукса (Allocetraria oakesiana)               | В Карпатах и Прикарпатье; возможно, в западной лесостепи (Копичинские леса в Тернопольской области по данным Боберского 1885 года). | Редкий          | [ 25 ] |
| Изображение (недоступная ссылка) цетрарии степной                | Цетрария степная (Cetraria steppae)                       | В лесостепной и степной зоне (рассеянно) и Крыму (в горах и на южном берегу). | Уязвимый        | [ 26 ] |
| Изображение (недоступная ссылка) дактилины мадрепоровой          | Дактилина мадрепоровая (Dactylina madreporiformis)        | В горном Крыму (массив Чатыр-Даг, гора Роман-Кош и Никитская яйла). | Редкий          | [ 27 ] |
| Изображение (недоступная ссылка) летариеллы переплетённой        | Летариелла переплетённая (Lethariella intricata)          | Встречается в горном Крыму (хребет Весёлый — гора Чёрная, хребет Муфлонный, массив Карадаг, гора Ай-Петри). | Исчезающий      | [ 28 ] |
| Изображение (недоступная ссылка) меланохалеи элегантной          | Меланохалеа элегантная (Melanohalea elegantula)           | Встречается в Карпатах и Крыму (в горах и на южном берегу). | Редкий          | [ 29 ] |
| Изображение (недоступная ссылка) ксантопармелии грубоморщинистой | Ксантопармелия грубоморщинистая (Xanthoparmelia ryssolea) | Встречается в степной зоне и в южных районах лесостепи, редко — в горном Крыму. | Уязвимый        | [ 30 ] |
| Изображение (недоступная ссылка) пармотремы жемчужной            | Пармотрема жемчужная (Parmotrema perlata)                 | Встречается в Закарпатье, Карпатах и Прикарпатье. | Редкий          | [ 31 ] |
| Изображение (недоступная ссылка) тукнерарии Лаурера              | Тукнерария Лаурера (Tuckneraria laureri)                  | Встречается в Карпатах и Прикарпатье. | Редкий          | [ 32 ] |
|                                                                  | Уснея цветущая (Usnea florida)                            | Встречается в Карпатах, Прикарпатье, Закарпатье и на южном берегу Крыма. | Уязвимый        | [ 33 ] |
|                                                                  | Долихоуснея длиннейшая (Dolichousnea longissima)          | Встречается в Карпатах, Прикарпатье и Закарпатье. | Уязвимый        | [ 34 ] |
| Изображение (недоступная ссылка) ксантопармелии завернутой       | Ксантопармелия завернутая (Xanthoparmelia convoluta)      | Встречается в степной зоне и Крыму. | Уязвимый        | [ 35 ] |
|                                                                  | Солорина мешковатая (Solorina saccata)                    | Встречается в Карпатах. | Уязвимый        | [ 36 ] |
| Изображение (недоступная ссылка) солорины двуспоровой            | Солорина двуспоровая (Solorina bispora)                   | Встречается в Карпатах и широколиственной лесной зоне (реликтовые местообитания). | Уязвимый        | [ 37 ] |
| Изображение (недоступная ссылка) рамалины канарской              | Рамалина канарская (Ramalina canariensis)                 | Встречается в Крыму (массив Агармыш в горном Крыму, урочище Новый Свет, вблизи города Судак, Севастополь — район Балаклавы). | Редкий          | [ 38 ] |
| Изображение (недоступная ссылка) рамалины рваной                 | Рамалина рваная (Ramalina lacera)                         | Встречается в Крыму (гора Опук, окрестности села Борисовка Ленинского района). | Редкий          | [ 39 ] |
| Изображение (недоступная ссылка) рамалины понтийской             | Рамалина понтийская (Ramalina pontica)                    | Встречается в горном Крыму. | Исчезающий      | [ 40 ] |
| Изображение (недоступная ссылка) рочеллы водорослеобразной       | Рочелла водорослеобразная (Roccella phycopsis)            | Встречается в Крыму (Керченский полуостров, гора Опук, хребет Кара, заказник «Новый Свет»). | Редкий          | [ 41 ] |
| Изображение (недоступная ссылка) сквамарины толстой              | Сквамарина толстая (Squamarina cartilaginea)              | Встречается очень редко на равнине: широколиственной лесной зоне (Кременец), западная лесостепь, степная зона (около села Гуркулы Снигирёвского района Николаевской области), чаще в степном и горном Крыму, на южном берегу Крыма). | Редкий          | [ 42 ] |
| Изображение (недоступная ссылка) сквамарины сочевиценосной       | Сквамарина сочевиценосная (Squamarina lentigera)          | В Крыму (около городов Евпатория, Судак, Ялта) и Херсонской области (около села Станислав). | Уязвимый        | [ 43 ] |
| Изображение (недоступная ссылка) сквамарины опасной              | Сквамарина опасная (Squamarina periculosa)                | В Крыму (около городов Ялта и Судак). | Уязвимый        | [ 44 ] |
| Изображение (недоступная ссылка) фульгензии пустынной            | Фульгензия пустынная (Fulgensia desertorum)               | Встречается в Крыму (гора Опук). | Исчезающий      | [ 45 ] |
| Изображение (недоступная ссылка) русавскии дланеносной           | Русавския дланеносная (Rusavskia digitata)                | Встречается только в горном Крыму. | Исчезающий      | [ 46 ] |
| Изображение (недоступная ссылка) сейрофоры ямчатой               | Сейрофора ямчатая (Seirophora lacunosa)                   | В южных районах степной зоны (северное побережье Сиваша, село Чурюк, Чонгарский полуостров; северо-западное побережье Азовского моря с косами острова Бирючий и Арабатской стрелкой; Крым — окраина Евпатории). | Уязвимый        | [ 47 ] |
| Изображение (недоступная ссылка) сейрофоры загадочной            | Сейрофора загадочная (Seirophora contortuplicata)         | В Крыму (Караби-яйла). | Редкий          | [ 48 ] |
|                                                                  | Ласаллия пупырчатая (Lasallia pustulata)                  | Встречается в лесостепи — Кировоградская область (окрестности Кировограда, возле села Люшневатое Голованевского района, вдоль Южного Буга в Голованевском районе), степи — Николаевская область (возле села Мигия Первомайского района и села Трикратное Вознесенского района), Донецкой области (Никольский район), возможно, в пригороде Запорожья; на южном берегу Крыма (горы Кастель и Аю-Даг, мыс Мартьян). | Редкий          | [ 49 ] |
| Изображение (недоступная ссылка) ласаллии русской                | Ласаллия русская (Lasallia rossica)                       | В Карпатах (массив Черногора, горы Шпицы, Смотрич и Поп-Иван). | Редкий          | [ 50 ] |
| Изображение (недоступная ссылка) умбиликарии многолистовой       | Умбиликария многолистовая (Umbilicaria subpolyphylla)     | Встречается в степной зоне (Никольский район Донецкой области). | Редкий          | [ 51 ] |
| Изображение (недоступная ссылка) гетеродермии прекрасной         | Гетеродермия прекрасная (Heterodermia speciosa)           | Встречается в Карпатах, Прикарпатье. На южном берегу Крыма лишайник находили в XIX — начале XX века). | Редкий          | [ 52 ] |
| Изображение (недоступная ссылка) торнабеи шитоподобной           | Торнабея шитоподобная (Tornabea scutellifera)             | В горном Крыму и на южном берегу Крыма. | Редкий          | [ 53 ] |
| Базидиомикота                                                    |                                                           | |                 |        |
| Изображение (недоступная ссылка) лихеномфалии Хадсона            | Лихеномфалия Хадсона (Lichenomphalia hudsoniana)          | Встречается в Украинских Карпатах. | Редкий          | [ 54 ] |

### Комментарии
1. 1 2 3 4 5 6 7 8 9 10 11 12 13 14 15 16 17 18 19 20 21 22 23 24 25 26 27 28 29 30 31 32 33 34 35  Бо́льшая часть Крымского полуострова  является объектом территориальных разногласий между Россией, контролирующей спорную территорию, и Украиной, в пределах признанных большинством государств — членов ООН границ которой спорная территория находится. Согласно федеративному устройству России, на спорной территории Крыма располагаются субъекты Российской Федерации — Республика Крым и город федерального значения Севастополь. Согласно административному делению Украины, на спорной территории Крыма располагаются регионы Украины — Автономная Республика Крым и город со специальным статусом Севастополь.